# Rodrigo Romaní
Rodrigo Romaní Blanco (Noya, 16 de julio de 1957) es un músico español. Fue fundador y miembro del grupo Milladoiro hasta el año 2000, ha sido profesor de música tradicional gallega y fundador y director de la orquesta folk Sondeseu. Es hermano de la poeta y periodista Ana Romaní.
En el año 1978 participó en el primer Festival del Mundo Celta de Ortigueira, en el que también actuaron Antón Seoane y el grupo Faíscas do Xiabre, que ese mismo año se unirían para formar el grupo de música folk Milladoiro del que Romaní fue miembro durante veintidós años. A partir del año 2000 comenzó a publicar discos en solitario: Albeida (2000), Cuantos Caucanos (2003) y Las arpas de Breogán (2012). 
Es multiinstrumentista con especial predilección por la guitarra, el bouzouki, la ocarina y, sobre todo, el arpa; siendo el introductor, junto con Emilio Cao, del arpa céltica en el repertorio de la música folk gallega. Fue profesor de este instrumento en el Conservatorio de Música Tradicional de la Escuela de Artes y Oficios de Vigo.

## Discografía
- Albeida (2000)
- Cantos caucanos (2003)
- As arpas de Breogán (2012)